# Croton hircinus
Espèce
Classification APG III (2009)
Croton hircinus est une espèce de plantes à fleurs du genre Croton et de la famille des Euphorbiaceae présente dans les Caraïbes, et du Panama au Guyana.

## Synonymes
- Croton populifolius Lam. (nom illégitime)
- Croton populifolius Sw. (nom illégitime)
- Croton isertii Geiseler
- Croton tiliifolius Pers. (nom illégitime)
- Croton hispidus Kunth
- Barhamia panamensis Klotzsch
- Croton odoratus Ridl.
- Oxydectes isertii (Geiseler) Kuntze
- Croton margaritensis J.R.Johnst.
- Croton allenii Standl.